# Bipolaris papendorfii
Bipolaris papendorfii är en svampart som först beskrevs av Aa, och fick sitt nu gällande namn av Alcorn 1983. Bipolaris papendorfii ingår i släktet Bipolaris och familjen Pleosporaceae.   Inga underarter finns listade i Catalogue of Life.